# Równina Oleśnicka
Równina Oleśnicka (318.56) to mezoregion wchodzący w skład Niziny Śląskiej. Rozpościera się pomiędzy Pradoliną Wrocławską na południowym zachodzie, Wzgórzami Trzebnickimi, Wzgórzami Twardogórskimi i Wzgórzami Ostrzeszowskimi na północy, Wyżyną Śląsko-Krakowską na wschodzie a Równiną Opolską na południowym wschodzie.
Jej powierzchnia wynosi ok. 2350 km². Dzieli się na kilka mikroregionów: Równinę Oleśnicko-Bierutowską, Równinę Psiego Pola, Równinę Jelczańską i Równinę Namysłowską.
Pod względem geologicznym jest to obszar monokliny śląsko-krakowskiej i monokliny przedsudeckiej, pokryty osadami plejstoceńskimi i holoceńskimi - iłami, piaskami, żwirami, glinami oraz lessami. Duże obszary w północnej części pokryte są piaszczystymi osadami sandrowymi. W części południowej przeważają gliny zlodowaceń środkowopolskich.
Morfologicznie ma kształt owalny o równoleżnikowym przebiegu. Ogólne nachylenie ku południu i południowemu zachodowi, tj. ku Widawie i Odrze. U stóp Wzgórz Trzebnickich i Twardogórskich wznosi się do 160 m n.p.m., a nad Odrą do 120 m n.p.m. Najbardziej charakterystyczne są powierzchnie sandrów uformowane w stadium Warty. Następnie (ku południu) rozciąga się wierzchowina plejstoceńska naznaczona siecią płytkich dolin i niecek, porozdzielanych niskimi i połogimi pagórkami. Na wschodzie zarysowana jest smuga wyniosłości ciągnąca się od źródeł Widawy, w kierunku południkowym, prawie pod sam Namysłów, tworząca dział wodny pomiędzy prawymi dopływami górnej i środkowej Widawy. Pasmo to jest złożone ze wzgórz, których maksymalna wysokość wynosi 213 m n.p.m. Na południu zaznacza się głęboka na kilka metrów i szeroka na około trzy kilometry pradolina, odwadniana dolną Widawą w kierunku Odry.
Większe miasta, to: Wrocław (jego północno-wschodnie dzielnice), Oleśnica, Bierutów, Jelcz-Laskowice i Namysłów.